# تاوین هانپراب
تاوین هانپراب (تایلندی: เทวินทร์ หาญปราบ؛ زادهٔ ۱ اوت ۱۹۹۸) تکواندوکار اهل تایلند است.
وی در مسابقات کشوری و بین‌المللی در مجموع برندهٔ ۱ مدال طلا، ۱ مدال نقره و ۳ مدال برنز شده‌است.